# ساموئل ال. جکسون
ساموئل لیروی جکسون (انگلیسی: Samuel Leroy Jackson؛ زادهٔ ۲۱ دسامبر ۱۹۴۸) بازیگر آمریکایی است. او نامزد دریافت افتخاراتی نظیر جایزه‌های اسکار، گلدن گلوب و بفتا شده‌است. او در اوایل دهه ۱۹۹۰ میلادی و با عملکردی که از خود به نمایش گذاشت تبدیل به یک ستاره در هالیوود شد و از آن زمان در بسیاری از فیلم‌هایی که فروش بالایی داشتند، حضور داشته و بارها از سوی منتقدان مورد تحسین قرار گرفته‌است و در سال ۲۰۲۲ نیز برنده جایزه اسکار افتخاری شده‌است.
او با ایفای نقش در بیش از ۱۰۰ فیلم مختلف، بازیگر بسیار سودآوری است. از جملهٔ این فیلم‌ها می‌توان به جان‌سخت ۳ (۱۹۹۵)، زمانی برای کشتن (۱۹۹۶)، بوسه طولانی شب‌بخیر (۱۹۹۶)، مذاکره‌کننده (۱۹۹۸)، دریای آبی عمیق (۱۹۹۹)، آسیب‌ناپذیر (۲۰۰۰)، شفت (۲۰۰۰) و دنبالهٔ آن، تریپل ایکس (۲۰۰۲)، مارها در هواپیما (۲۰۰۶)، کونگ: جزیره جمجمه (۲۰۱۷) و سه‌گانه پیش‌درآمد جنگ ستارگان (۱۹۹۹–۲۰۰۵) اشاره کرد. جکسون با فروش بیش از ۶٫۷ میلیارد دلار فروش فیلم‌هایش در ایالات متحده، و میانگین ۸۶٫۱ میلیون دلار فروش به ازای هر فیلم، به عنوان ستارهٔ گیشه در تمام دوران، در بالاترین رده قرار گرفته‌است. مجموع فروش فیلم‌هایی که او در آن‌ها حضور یافته (بدون محاسبهٔ نقش‌های تک‌جلوه)، به بیش از ۱۵٫۶ میلیارد دلار در سطح جهان می‌رسد. در اوت ۲۰۱۱، جکسون با پشت سر گذاشتن فرانک ولکر، به پرسودترین بازیگر مرد تبدیل شد.
با اجازهٔ شخص جکسون، شمایل او برای طراحی نسخهٔ اولتیمیت نیک فیوری، یکی از شخصیت‌های مارول کامیکس، مورد استفاده قرار گرفت. او متعاقباً در فیلم‌های دنیای سینمایی مارول شامل مرد آهنی (۲۰۰۸)، مرد آهنی ۲ (۲۰۱۰)، ثور (۲۰۱۱)، کاپیتان آمریکا: نخستین انتقام‌جو (۲۰۱۱)، انتقام‌جویان (۲۰۱۲)، کاپیتان آمریکا: سرباز زمستان (۲۰۱۴)، انتقام‌جویان: عصر اولتران (۲۰۱۵)، انتقام‌جویان: جنگ ابدیت (۲۰۱۸)، کاپیتان مارول (۲۰۱۹) و انتقام‌جویان: پایان بازی (۲۰۱۹) حضور یافت. او در فیلم مرد عنکبوتی: دور از خانه (۲۰۱۹)، و همچنین در مجموعهٔ تلویزیونی مارول با نام مأموران شیلد نیز در قالب شخصیت نیک فیوری به ایفای نقش پرداخته‌است.
جکسون در چندین فیلم پویانمایی، مجموعهٔ تلویزیونی، و بازی ویدئویی نیز در جایگاه صداپیشه حضور داشته‌است. از جمله شخصیت‌هایی که از صدای جکسون برای صداگذاری آن‌ها استفاده شده‌است، می‌توان به لوسیوس بست/فروزون در فیلم‌های شگفت‌انگیزان (۲۰۰۴) و شگفت‌انگیزان ۲ (۲۰۱۸) ساختهٔ استودیوی پویانمایی پیکسار، شخصیت میس ویندو در جنگ ستارگان: جنگ‌های کلون (۲۰۰۸)، نقش ویپلش در فیلم توربو (۲۰۱۳)، افرو سامورایی در مجموعه انیمهٔ تلویزیونی افرو سامورایی (۲۰۰۷)، و فرانک تنپنی در بازی ویدئویی اتومبیل‌دزدی بزرگ: سن آندریاس (۲۰۰۴) اشاره کرد. جکسون در سال ۱۹۸۰ با لاتانیا ریچاردسون، بازیگر و تهیه‌کنندهٔ شبکه‌های ورزشی ازدواج کرد. این دو یک فرزند دختر به نام زوئی دارند.

## خانواده و تحصیلات
جکسون در واشینگتن، دی.سی. متولد شد. مادرش الیزابت هریت (مونتگومری) نام داشت و پدرش روی هنری جکسون بود. او به عنوان تنها فرزند خانواده در چاتانوگا، تنسی بزرگ شد. پدرش به دور از خانواده در کانزاس‌سیتی، میزوری زندگی می‌کرد و بعداً بر اثر الکلیسم درگذشت. جکسون در طول زندگی خود تنها دو بار پدر خود را ملاقات کرد. وی در کنار پدربزرگ و مادربزرگ مادری‌اش، ادگار و پرل مونتگومری، و تحت سرپرستی مادرش بزرگ شد که مدتی کارگر یک کارخانه بود و بعد مأمور خرید یک مؤسسهٔ روانشناسی شد.
جکسون در مدارس زیادی که جدایی نژادی در آن‌ها برقرار بود، تحصیل کرد و از دبیرستان ریورساید در چاتانوگا فارغ‌التحصیل شد. در میان سال‌های سوم تا دوازدهم تحصیل، در ارکستر مدرسه سازهای فرنچ هورن و ترومپت و همچنین فلوت و پیکولو می‌نواخت. جکسون در دوران کودکی با مشکل لکنت زبان مواجه بود. با وجود اینکه استفادهٔ مداوم و هرروزه از تکیه کلام «مادربه‌خطا» ، چنان‌که خودش می‌گوید، به او در غلبه بر لکنت کمک کرده‌است، اما همچنان در برخی مواقع لکنت دارد.
او که در ابتدا قصد مدرک گرفتن در رشتهٔ زیست‌شناسی دریایی را داشت، به کالج مورهاوس در آتلانتا، جورجیا پیوست. اما پس از آن که برای کسب امتیاز بیشتر در یکی از کلاس‌ها، به یک گروه بازیگری محلی پیوست، به بازیگری علاقه‌مند شد و مسیر خود را تغییر داد. جکسون پیش از فارغ‌التحصیل شدن در سال ۱۹۷۲، «تئاتر جاست آس» را به صورت شراکتی پایه‌گذاری کرد.

## فعالیت در جنبش حقوق مدنی
من بخاطر کارهایی که کرده‌ام، تمایل دارم فکر کنم که دختر من هر کاری که بخواهد را می‌تواند انجام دهد. او به ندرت متوجه سیاه‌پوست بودن خود می‌شود.

— ساموئل ال. جکسون، در بیان بازتاب فعالیت‌هایش در جنبش حقوق مدنی سیاهپوستان
پس از ترور مارتین لوتر کینگ در سال ۱۹۶۸، جکسون به عنوان یک راهنما در مراسم خاکسپاری او شرکت کرد. او پس از آن به ممفیس رفت تا در یک راهپیمایی برای حقوق برابر شرکت کند. جکسون در یک مصاحبه با مجلهٔ پارید فاش کرد که «من به‌خاطر ترور عصبانی بودم، اما این موضوع مرا شوکه نکرده‌بود. من می‌دانستم که تغییر، بهای متفاوتی خواهد داشت؛ نه اعتصاب و نه همزیستی مسالمت‌آمیز».
در سال ۱۹۶۹، جکسون به همراه تعدادی از دانش‌آموزان، اعضای هیئت مدیرهٔ کالج مورهاوس (شامل یکی از نزدیکان مارتین لوتر کینگ سینیور) را در محوطهٔ دانشگاه به گروگان گرفتند و خواستار اصلاح برنامهٔ آموزشی و ساختار مدیریتی دانشگاه شدند. این دانشگاه در نهایت تغییر سیاست‌ها را پذیرفت، اما جکسون به اقدام به گروگان‌گیری غیرقانونی متهم و در نهایت به ارتکاب جنایت درجه دوم محکوم شد. جکسون پس از آن به‌خاطر سوابق جنایی و فعالیت‌های خود، برای دو سال از تحصیل تعلیق شد. او بعداً در سال ۱۹۷۲ به کالج برگشت تا مدرک لیسانس هنر خود در رشتهٔ نمایش درام را دریافت کند.
در زمان تعلیق، جکسون به عنوان یک مددکار اجتماعی در لس آنجلس مشغول به کار شد. جکسون تصمیم گرفت که به آتلانتا برگردد و در آن‌جا با کوام تور، اچ. رپ براون و افراد دیگری که در جنبش قدرت سیاه‌پوست‌ها فعالیت می‌کردند، ملاقات کرد. او در مصاحبهٔ خود با مجلهٔ پارید گفت که با فعالیتش در جنبش احساس توانمندی می‌کرد، به‌خصوص، زمانی که این گروه شروع به خریداری اسلحه کرد. با این حال، پیش از آنکه جکسون در مبارزات مسلحانهٔ خاصی درگیر شود، مادرش او را به لس آنجلس فرستاد؛ چرا که اف‌بی‌آی به او گفته بود در صورتی که ساموئل به همراهی با جنبش قدرت سیاه‌پوست‌ها ادامه‌دهد، در کمتر از یک سال کشته‌خواهد شد. در یک مصاحبه با مجلهٔ وگ در سال ۲۰۱۸، او حتی عضویت در حزب پلنگ سیاه را تکذیب کرد.

## حرفه بازیگری
ساموئل ال. جکسون تا اواسط سال ۲۰۱۹ در بیش از ۱۸۰ فیلم حضور داشته‌است و فیلم‌های او بیش از ۱۳ میلیارد دلار در سطح جهان فروش داشته‌اند. او همچنین با کارگردان‌های سرشناسی نظیر اسپایک لی، مارتین اسکورسیزی، استیون اسپیلبرگ، کوئنتین تارانتینو و جرج لوکاس در فیلم‌های متعددی همکاری داشته‌است. او در طول دوران فعالیتش در هر سال به‌طور میانگین در نزدیک به پنج فیلم حضور داشته‌است و در سال‌های ۱۹۹۰ و ۲۰۰۸ نیز هفت فیلم مختلف با هنرنمایی او منتشر شده‌است.
جکسون در طول دوران حرفه‌ای بازیگری خود در کنار رپرهای مشهوری در فیلم‌های مختلف بازی کرده‌است. این هنرمندان شامل: توپاک شکور (آبمیوه)، کویین لطیفه (آبمیوه/کره/تب جنگل)، متد من (یک هشت هفت)، ال‌ال کول جی (دریای آبی عمیق/سوات)، باستا رایمز (شفت)، ایو (تریپل اکس)، ایگزیبیت (تریپل اکس:دولت متحد)، دیوید بنر (ناله مار سیاه)، و فیفتی سنت (منزل شجاعت) می‌شوند. علاوه بر این، او در چهار فیلم اسلحه پر ۱، داستان عامه‌پسند، جان‌سخت ۳، و آسیب‌ناپذیر، در کنار بروس ویلیس حضور داشته‌است. این دو بازیگر قرار بود در فیلم بلک واتر ترانزیت نیز در کنار یکدیگر ظاهر شوند، اما نام آن‌ها از فهرست بازیگران انتخابی این فیلم حذف شد.
علاوه بر ایفای نقش در فیلم‌های سینمایی، جکسون در زمینهٔ برنامه‌های تلویزیونی، بازی‌های ویدئویی، نماهنگ‌ها و کتاب‌های صوتی نیز فعالیت‌هایی داشته‌است.

### دهه ۱۹۷۰–۱۹۸۰
انتخاب سیاه‌پوستان به عنوان بازیگر هنوز برای هالیوودی‌ها غریب است. پیشنهاد اول را دنزل [واشینگتن] می‌گیرد، پس از او نیز دنی گلاور، فارست ویتاکر و وسلی اسنایپس قرار دارند و در حال حاضر، نفر بعدی در این فهرست من هستم.

— ساموئل ال. جکسون، در واکنش به کسب شهرت خود در ۱۹۹۳
علت تغییر رشتهٔ تحصیلی جکسون از زیست‌شناسی دریایی به معماری، درواقع شرکت در یک کلاس سخنرانی عمومی و سپس ایفای نقش در نسخه‌ای از نمایش اپرای سه‌پولی بود. وی فعالیت خود به عنوان یک بازیگر را با چند نقش از جمله در تئاترهای خانه و نمایش یک سرباز آغاز کرد. او در چندین تله‌فیلم بازی کرد و اولین فیلم مستقلش، با هم برای چند روز (۱۹۷۲)، در سینمای تجارتی سیاهان به نمایش درآمد. پس از ایفای نقش‌های ابتدایی، جکسون در سال ۱۹۷۶ از آتلانتا به نیویورک رفت و ده سالِ بعد را به بازی در نمایش‌های تئاتر در سالن تئاتر رپرتوری ییل مشغول شد. اولین اجرای نمایش‌های کلاس پیانو و دو قطار در حرکت ازجمله این کارهاست. جکسون در آن زمان به الکل و کوکائین اعتیاد پیدا کرد و به همین دلیل از دو مورد از اجراهای خود در تئاتر برادوی جا ماند؛ چارلز اس. داتون و آنتونی کیشولم جای او را گرفتند. مورگان فریمن در طول دوران ابتدایی حرفهٔ بازیگری او، به‌ویژه در نقش‌های کوچک در فیلم‌هایی نظیر سفر به آمریکا، مربی او بود. پس از یک اجرا در نمایش یک سرباز در سال ۱۹۸۱، جکسون به کارگردان اسپایک لی معرفی شد که او را برای بازی در نقش‌هایی در فیلم‌های گیجی در مدرسه (۱۹۸۸) و کار درست را بکن (۱۹۸۹) برگزید. جکسون در سال ۱۹۹۰ و در فیلم رفقای خوب ساختهٔ مارتین اسکورسیزی در یک نقش جزئی (نقش یک فرد وابسته به مافیا در دنیای واقعی به نام استکس ادواردز) بازی کرد و همچنین برای سه سال به عنوان جانشین بیل کازبی برای برنامهٔ کازبی شو کار کرد.

### دهه ۱۹۹۰
جکسون که بارها دچار بیش‌مصرفی هروئین شده‌بود، این ماده مخدر را کنار گذاشت و به مصرف کوکائین روی آورد. خانواده‌اش او را به یک کلینیک ترک اعتیاد در نیویورک فرستادند. پس از آنکه وی موفق شد ترک اعتیادش را ترک کند، در نقش یک فرد معتاد به کراک کوکائین در فیلم تب جنگل حضور یافت. جکسون با بیان این نظر که «چیز خنده‌داری بود، من در آن زمان تازه اعتیادم را ترک کرده‌بودم، و پس از حدود یک هفته سر صحنه بودم و ما آمادهٔ فیلمبرداری بودیم.»، گفت که این نقش یک نقش روانپاکساز بود. این فیلم چنان مورد استقبال قرار گرفت که در جشنواره فیلم کن ۱۹۹۱ یک جایزهٔ ویژهٔ «بازیگر نقش مکمل مرد» تنها برای جکسون در نظر گرفته‌شد. پس از این نقش، جکسون به بازی در فیلم کمدی تجارت سختگیرانه، و فیلم‌های درامِ آب‌میوه و بازی پاتریوت مشغول شد. او سپس به دو فیلم کمدی دیگر اسلحه پر ۱ (اولین نقش اول او) و آموس و اندرو پیوست. او همچنین در سال ۱۹۹۳ در فیلم پارک ژوراسیک با استیون اسپیلبرگ همکاری داشت.

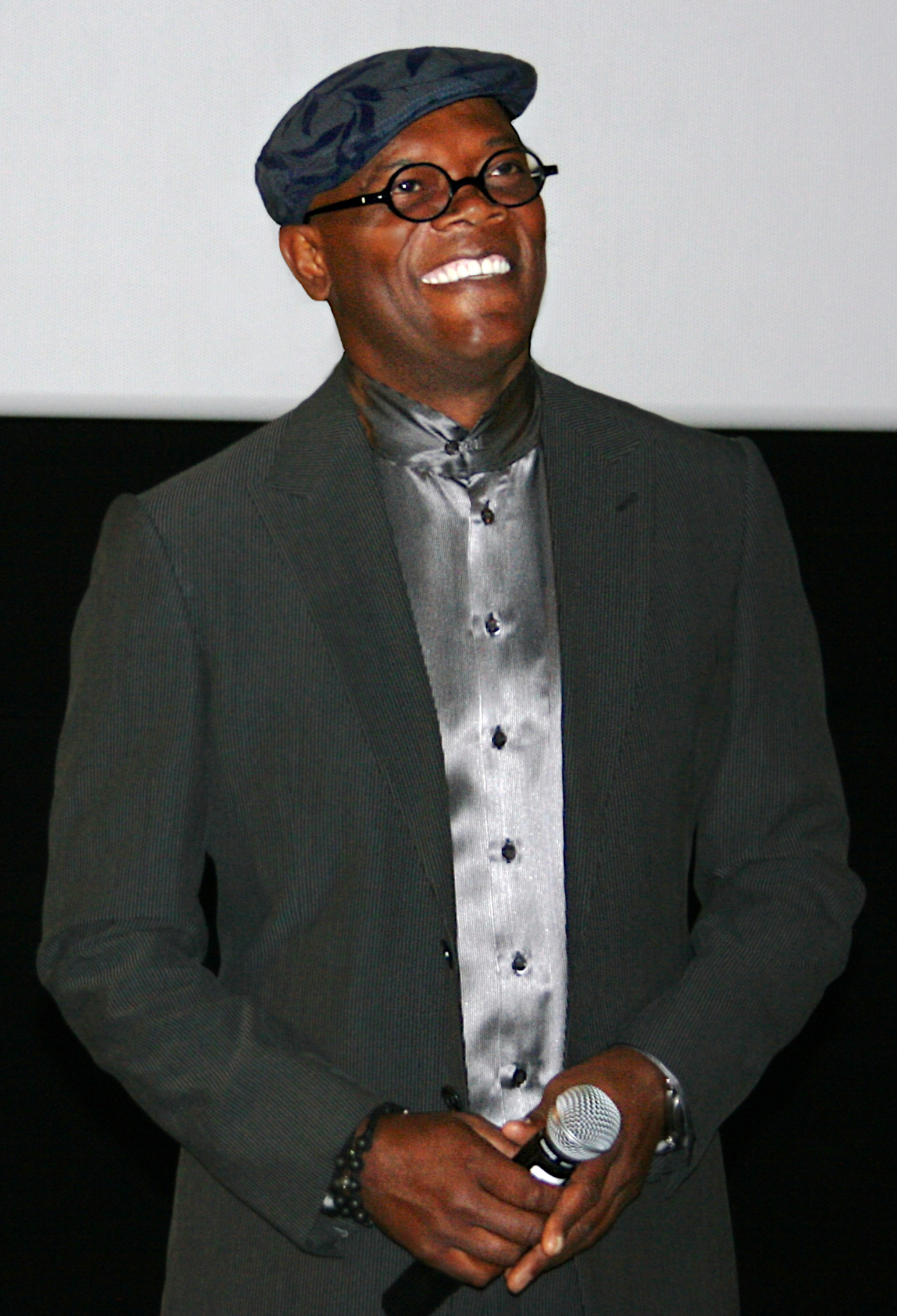
ساموئل ال. جکسون در نخستین اکران فیلم پاکساز در پاریس، آوریل ۲۰۰۸

پس از بازی در نقش «دون اعظمِ» جنایت‌کار در فیلم داستان عاشقانه واقعی در سال ۱۹۹۳ —نوشتهٔ کوئنتین تارانتینو به کارگردانی تونی اسکات—تارانتینو از جکسون خواست که نقش جولز وینفیلد را در داستان عامه‌پسند بازی کند. جکسون که از فهمیدن این که این نقش مخصوصاً برای او نوشته شده غافلگیر شده‌بود، گفت: «از دانستن اینکه یک نفر چیزی مثل جولز را برای من نوشته‌است، دست‌پاچه، سپاس‌گزار و مغرور شده‌بودم —با دریافتن اینکه، با وجود مجموع تمام چیزهایی که می‌توانستی باشی، یک نفر تصمیم دارد چنین فرصتی را در اختیار تو بگذارد». هرچند که داستان عامه‌پسند سیزدهمین فیلم جکسون بود، اما او با این نقش در سطح بین‌المللی به شهرت رسید و مورد تحسین منتقدان قرار گرفت. در یکی از نقدهایی که انترتینمنت ویکلی منتشر کرده‌بود، از نقش او اینگونه یاد شده‌بود: «هر چقدر که تراولتا، ویلیس و کایتل عالی هستند، بازیگری که بر داستان عامه‌پسند حکمرانی می‌کند، ساموئل ال. جکسون است. گویی که او با چشمان وهم‌انگیزش آتش‌افروزی کرد و دیالوگ‌هایش را به تک‌گویی‌های بیباپ خیره‌کننده‌ای تبدیل نمود». جکسون برای ایفای نقش در این فیلم موفق به کسب جایگاه نامزدی برای جایزه اسکار بهترین بازیگر نقش مکمل مرد شد. او همچنین نامزد دریافت جایزهٔ گلدن گلوب شد و جایزهٔ بفتا را نیز برای بهترین بازیگر نقش مکمل مرد دریافت نمود.
پس از داستان عامه‌پسند، جکسون فیلمنامه‌های زیادی را برای بررسی دریافت کرد: «من به سادگی می‌توانستم با بازی در نقش جولز برای چندین سال یک مسیر شغلی جدید بسازم. همه برای من فیلمنامه‌هایی را می‌فرستند که به اعتقاد خودشان یک داستان عامه‌پسند جدید است». با توالی اجراهای ضعیف جکسون در فیلم‌هایی همچون بوسه مرگ، اعتیاد به سفید بزرگ و گم شدن اشعیا، موجی از انتقادات از سوی منتقدانی که عملکرد به سوی او جاری شد که او را در داستان عامه‌پسند تمجید کرده بودند. این انتقادات با تأثیرگذاری او بر موفقیت دو عنوان در گیشه پایان یافت: جان‌سخت ۳و زمانی برای کشتن. جان‌سخت ۳ سومین فیلم از سری فیلم‌های جان‌سخت بود که جکسون در آن در کنار بروس ویلیس بازی کرد. در زمانی برای کشتن، او در آن نقش پدری را بازی کرد که به جرم قتل دو مردی که به دخترش تجاوز کرده‌بودند، محاکمه می‌شد. جکسون برای بازی در این فیلم، جایزه ایمیج برای بازیگر نقش مکمل مرد برجسته در یک فیلم سینمایی را دریافت کرد و نامزد دریافت جایزهٔ گلدن گلوب برای بهترین بازیگر نقش مکمل مرد هم شد.
جکسون که به سرعت در حال تبدیل شدن به ستارهٔ گیشه بود، در سال ۱۹۹۷ سه نقش اصلی دیگر نیز دریافت کرد؛ در فیلم ۱۸۷ او نقش یک معلم وقفی را بازی کرد که تلاش می‌کرد بر روی دانش‌آموزانش تأثیرگذار باشد. در فیلم جویبار ایو، که در آن تهیه‌کنندهٔ اجرایی هم بود، در کنار کیسی لمونز، که برای اولین بار حرفهٔ نویسندگی/کارگردانی را تجربه می‌کرد، برندهٔ جایزهٔ ایندیپندنت اسپیریت برای بهترین فیلم بلند اول شد. در فیلم جکی براون بار دیگر به تارانتینو پیوست و با بازی در نقش یک تاجر اسلحه به نام اوردل رابی، موفق شد جایزهٔ خرس نقره‌ای برای بهترین بازیگر مرد در جشنواره فیلم برلین را کسب کند و برای چهارمین بار نامزد گلدن گلوب شود. در سال ۱۹۹۸، وی با بازیگران صاحب‌نامی همچون شارون استون و داستین هافمن در فیلم کره ایفای نقش کرد. جکسون در همان سال در فیلم مذاکره‌کننده، نقش یک گروگانِ مذاکره‌کننده را بازی کرد که وقتی به قتل و اختلاس متهم شد، خود نیز به گروگان‌گیری متوسل شد. او در این فیلم همکاری با کوین اسپیسی را تجربه کرد. در سال ۱۹۹۹، جکسون در یک فیلم ترسناک با نام دریای آبی عمیق و همچنین در فیلم اپرای فضایی جنگ ستارگان: قسمت اول – تهدید شبح ساختهٔ جرج لوکاس در نقش میس ویندو، یک استاد جدای بازی کرد. وی در یک مصاحبه اعلام کرد که فرصت خواندن فیلمنامه را نداشته و تا زمانی که لباس‌هایش آماده نشده‌بود، نمی‌دانسته که قرار است نقش شخصیت میس ویندو را اجرا کند. او بعداً گفته‌بود که جهت کسب فرصت برای حضور در مجموعه فیلم‌های جنگ ستارگان، مشتاق بود هر نقشی را بپذیرد.

### دهه ۲۰۰۰

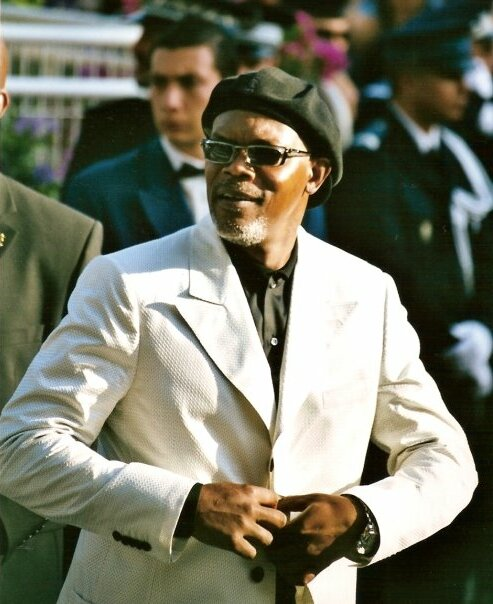
جکسون در جشنواره فیلم کن ۲۰۰۵

وی در سال ۲۰۰۰ در فیلم مقررات درگیری در نقش یک سرهنگ نیروی دریایی تحت محاکمه ظاهر شد و در فیلم دلهره‌آور فراطبیعی آسیب‌ناپذیر برای سومین بار با بروس ویلیس همبازی شد. او در این سال همچنین در شفت، که بر اساس فیلمی قدیمی با همین نام ساخته شده بود، هنرنمایی کرد. فیلم منحصر به فرد جکسون در سال ۲۰۰۱، والنتاین غارنشین به کارگردانی کیسی لمونز، یک فیلم دلهره‌آور با موضوع قتل بود. جکسون در آن نقش یک موسیقیدان بی‌خانمان را بازی می‌کرد. در سال ۲۰۰۲ و در فیلم تغییر مسیر، وی نقش یک فرد الکلی در حال احیا را بازی کرد که هم با شخصیت دیگر فیلم (که نقش آن را بن افلک بازی می‌کرد) در مبارزه بود و هم تلاش می‌کرد تا از فرزندانش محافظت کند. او با بازگشت به مجموعه فیلم‌های جنگ ستارگان در فیلم جنگ ستارگان: قسمت دوم – حمله کلون‌ها، از نقش فرعی و کوچک خود در قسمت اول به یک نقش بزرگ و مهم دست پیدا کرد. رنگ بنفش شمشیر نوری میس ویندو در این فیلم، نتیجهٔ پیشنهاد جکسون بود. او از جرج لوکاس درخواست کرده بود که شمشیر او (بر خلاف سنت شمشیرهای نوری که تنها در دو رنگ قرمز و سبز دیده شده‌بودند) رنگ بنفش داشته باشد تا در مبارزاتی که افراد زیادی در آن درگیر بودند، شخصیت میس ویندو برجسته‌تر باشد. پس از آن، جکسون در فیلم تریپل اکس در کنار وین دیزل در نقش یک مأمور آژانس امنیت ملی، و در فیلم ایالت پنجاه و یکم در نقش یک قاچاقچی دامن‌پوش مواد مخدر ظاهر شد. در سال ۲۰۰۳، جکسون در فیلم بیسیک دوباره در کنار جان تراولتا به ایفای نقش پرداخت و پس از آن در کنار کالین فارل درفیلم سوات، که یک اقتباس سینمایی از یک مجموعهٔ تلویزیونی با همین نام بود، در نقش یک گروهبان پلیس حضور یافت. او همچنین در مجموعهٔ مستند خاطرات زنجیر گسستگی شبکهٔ اچ‌بی‌او، در کنار بسیاری ستارگان دیگر نظیر آنجلا باست و ووپی گلدبرگ به عنوان راوی ظاهر شد. بر پایهٔ نقدها و نظرهایی که توسط وبگاه راتن تومیتوز گردآوری شده‌بود، جکسون در سال ۲۰۰۴ در ممتازترین فیلم‌ها و نیز بدترین فیلم‌های دوران فعالیت حرفه‌ای خود شرکت کرده‌بود. در فیلم ترسناک پیچ‌خورده، جکسون نقش مربی اشلی جاد را اجرا کرد. درصد پذیرش این فیلم در وبگاه راتن تومیتوز ۲٪ بود و منتقدان عملکرد او در این فیلم را «خسته‌کننده» و «هدر رفته» دانستند. او پس از آن در انیمیشن رایانه‌ای شگفت‌انگیزان، صداپیشگی شخصیت ابرقهرمان فروزون را برعهده گرفت. این فیلم به درصد پذیرش ۹۷٪ دست یافت و عملکرد جکسون، نامزدی جایزه آنی برای بهترین صداپیشگی را برای او به همراه داشت. او پس از آن در فیلم دیگری از کوئنتین تارانتینو، یعنی فیلم بیل را بکش: بخش ۲ یک اجرای تک‌جلوه را تجربه کرد.
در سال ۲۰۰۵، جکسون در فیلم درام ورزشی مربی کارتر حضور پیدا کرد. او در این فیلم نقش یک مربی (یک مربی حقیقی در دنیای واقعی به نام کن کارتر) را بازی می‌کرد که سعی داشت به شاگردان خود بیاموزد که تحصیل از بسکتبال مهم‌تر است. با وجود نقدهای مختلفی که در مورد این فیلم نوشته شد، اجرای ساموئل ال. جکسون برخلاف سیر داستانی فیلم، تحسین شد. باب تاون‌سند نظر خود دربارهٔ اجرای جکسون را در روزنامهٔ آتلانتا ژورنال-کانستیتیوشن اینگونه نوشته‌است: «او، آنچه که می‌توانست یک نقش کلیشه‌ای و پوشالی باشد را گرفته و با هوشمندی پرزرق و برق خود، به آن موجودیت می‌بخشد». وی در آن سال همچنین به دو سری فیلم بازگشت: تریپل اکس: دولت متحد، این بار در مقام فرماندهٔ آیس کیوب، و آخرین فیلم از سری پیش‌درآمد جنگ ستارگان، جنگ ستارگان: قسمت سوم – انتقام سیت. آخرین فیلم او در سال ۲۰۰۵، فیلم مرد بود که در کنار کمدین یوجین لوی در آن حضور یافت. در ۴ نوامبر ۲۰۰۵، جکسون در بخش جایزهٔ بازیگری، دستاورد فستیوال بین‌المللی فیلم هاوایی را دریافت کرد.
در ۳۰ ژانویه ۲۰۰۶، مراسم ثبت اثر دست و پای جکسون در تئاتر چینی گرامن برگزار شد؛ او هفتمین فرد آفریقایی–آمریکایی، و در مجموع صد و نود و یکمین بازیگری است که این افتخار را از آن خود کرده‌است. در یک مصاحبه در همان سال، جکسون گفت که تمایل به انتخاب نقش‌هایی دارد که «هیجان‌انگیز و تماشایی» و دارای یک «شخصیت جذاب در دل داستان» باشند. او همچنین گفت که می‌خواست در نقش‌هایش «کارهایی را تجربه کند که هرگز انجام نداده یا در کودکی دیده بود و دوست داشت انجام دهد اما اکنون فرصتی برای آن داشت». او بعداً در فیلم بمب گیشهٔ فریدم‌لند در شخصیت ضد در مقابل جولیان مور و در نقش یک کاراگاه پلیس ظاهر شد که همزمان با سرکوب یک شورش نژادی در شهر، به مادری برای یافتن فرزند ربوده‌شده‌اش کمک می‌کرد. دومین فیلم جکسون در سال ۲۰۰۶، مارها در هواپیما بود که چندین ماه پیش از اکران، و به خاطر عنوان و بازیگرانش، در جایگاه یک فیلم کالت قرار گرفته‌بود. جکسون تنها به خاطر عنوان این فیلم تصمیم گرفت تا در آن به ایفای نقش بپردازد. جهت ایجاد عطش بیشتر برای این فیلم، او در یک موزیک ویدئوی مارها در هواپیما (بیاورش) اثر کبرا استارشیپ حضور تک‌جلوه یافت. جکسون برای مشارکت‌های زیاد خود در فیلم‌های مختلف، در ۲ دسامبر ۲۰۰۶ موفق به کسب جایزه بامبی آلمان برای بهترین فیلم بین‌المللی شد. جکسون در دسامبر ۲۰۰۶ در فیلم منزل شجاعت و در نقش یک پزشک که از جنگ عراق به خانه بازمی‌گشت، حضور یافت.

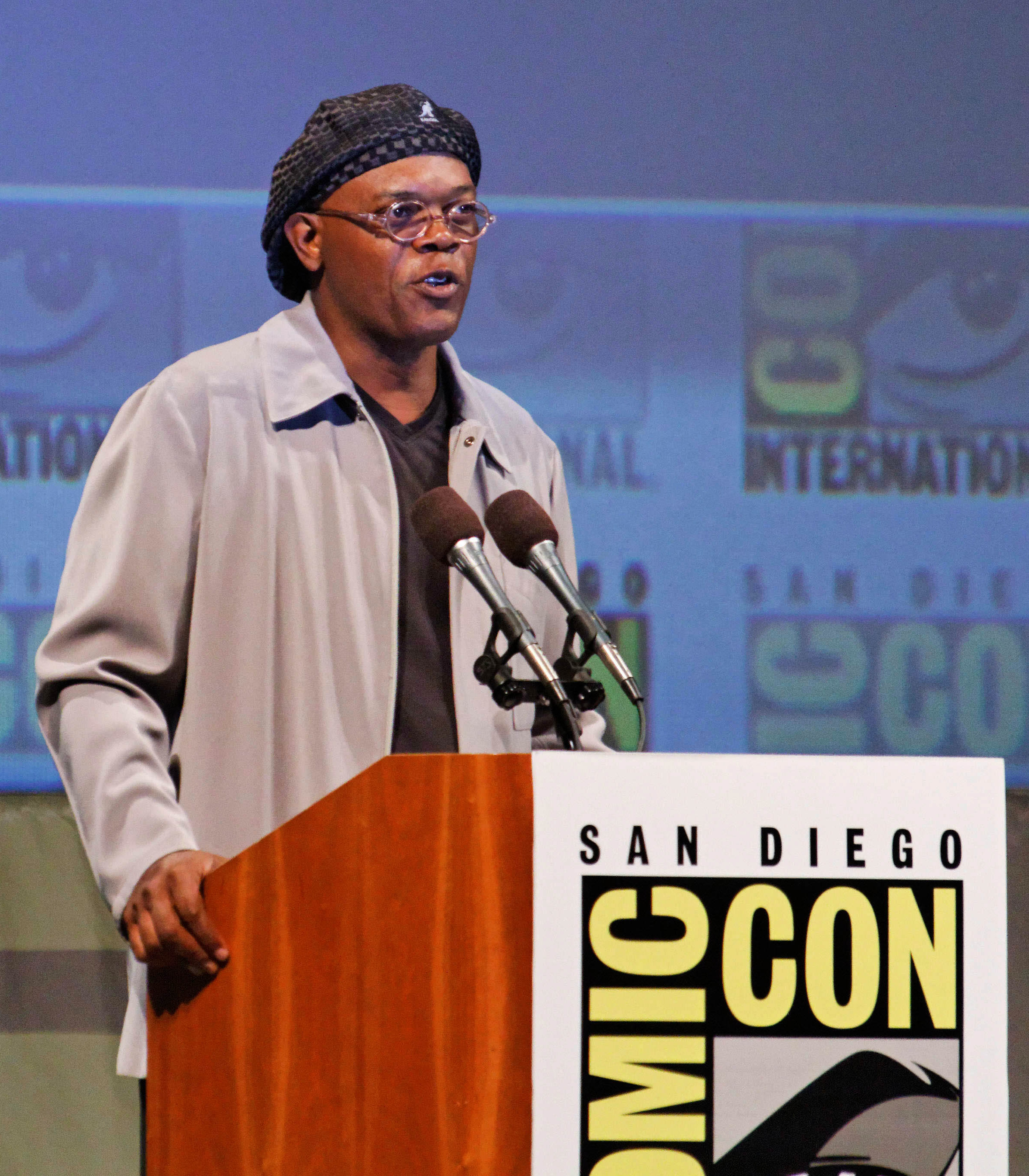
ساموئل ال. جکسون در کامیک-کان سال ۲۰۱۰ در سن دیگو

در ۳۰ ژانویه ۲۰۰۷، جکسون به عنوان راوی در فیلم ویدئوییِ باب سجت با نام لودگی پنگوئن‌ها حضور پیدا کرد. این فیلم، اقتباسی از فیلم موفق و پرفروش رژه پنگوئن‌ها بود که توسط مورگان فریمن روایت شده‌بود. همچنین در سال ۲۰۰۷ او در فیلم ناله مار سیاه نقش یک نوازندهٔ سبک بلوز را بازی کرد که زن جوانی که معتاد به سکس بود (کریستینا ریچی) را زندانی خود کرده‌بود. پس از آن نیز در فیلم ترسناک ۱۴۰۸، که اقتباسی بود از یک داستان کوتاه به قلم استیون کینگ، حضور یافت. بعداً در همان سال، جکسون در فیلم درامِ احیای قهرمان به کارگردانی راد لوری، نقش شخصیت ساختگی ورزشکاری را بازی کرد که با الهام از بوکسور سنگین‌وزن سابق، باب سترفیلد خلق شده‌بود. در سال ۲۰۰۸، جکسون در فیلم سی‌جی‌آی جنگ ستارگان: جنگ‌های کلون به نقش خود به عنوان میس ویندو بازگشت و پس از آن نیز در فیلم لیک‌ویو تراس در نقش یک پلیس نژادپرست ایفای نقش کرد که به تهدید یک زوج دو نژادی می‌پرداخت. در نوامبر همان سال، وی در کنار برنی مک و آیزاک هیز (که هردوی آن‌ها پیش از اکران فیلم درگذشتند) در فیلم مردان سول ظاهر شد. جکسون در سال ۲۰۰۸ در فیلم روح نقش یک تبهکار را ایفا کرد. این فیلم در گیشه فروش بسیار ضعیفی را تجربه کرد و نقدهای ضعیفی را نیز از سوی منتقدان دریافت نمود. در سال ۲۰۰۹ جکسون با حضور به عنوان راوی در چندین صحنه از فیلم مربوط به جنگ جهانی دوم، حرامزاده‌های لعنتی، همکاری دوباره‌ای با کوئنتین تارانتینو را تجربه کرد.
درسال ۲۰۰۲، جکسون موافقت خود با طراحی یک نسخهٔ «اولتیمیت» از شخصیت نیک فیوری توسط مارول کامیکس، که مشابه او باشد را اعلام کرده‌بود. در فیلم مرد آهنی محصول سال ۲۰۰۸، جکسون در نقش این شخصیت اجرای تک‌جلوه‌ای در سکانس پس از تیتراژ پایانی داشت. در فوریه سال ۲۰۰۹، او قراردادی را برای حضور در ۹ فیلم با مارول منعقد کرد که بر اساس آن، وی در فیلم‌های مرد آهنی ۲، ثور، کاپیتان آمریکا: نخستین انتقام‌جو و انتقام‌جویان، و همچنین هر دنبالهٔ دیگری که برای این فیلم‌ها ساخته‌شود، در قالب شخصیت نیک فیوری حضور می‌یافت.

### دهه ۲۰۱۰
جکسون در سال ۲۰۱۰ در فیلم مادر و فرزند حضور پیدا کرد و پس از آن نیز در فیلم ویدئویی غیرقابل‌تصور در قالب یک بازجو ظاهر شد که در تلاش بود محل چند سلاح هسته‌ای را بیابد. جکسون با همراهی دواین جانسون در صحنه‌های ابتدایی فیلم اون‌یکی‌ها برای باری دیگر به ایفای نقش در قالب یک افسر پلیس پرداخت. او پس از آن در همان سال در فیلم سانست لیمیتد در کنار تامی لی جونز حاضر شد.
او در پی قرارداد خود با مارول برای ایفای نقش نیک فیوری، و پس از اجرای این نقش در چند فیلم، در سال ۲۰۱۴ در فیلم کاپیتان آمریکا: سرباز زمستان، و در سال ۲۰۱۵ در فیلم انتقام‌جویان: عصر اولتران دوباره در این نقش ظاهر شد. در فوریه ۲۰۱۵، جکسون اعلام کرد که تنها دو فیلم دیگر پس از اولتران از قراردادش با مارول باقی مانده‌است. در سال‌های ۲۰۱۸ و ۲۰۱۹، او با اجرای تک‌جلوه در نقش فیوری، در دنبالهٔ سری فیلم‌های انتقام‌جویان، یعنی فیلم‌های جنگ ابدیت و پایان بازی حضور یافت و پس از آن نیز در فیلم کاپیتان مارول و در کنار بری لارسون نقش فیوری در دوران جوانی را اجرا کرد.

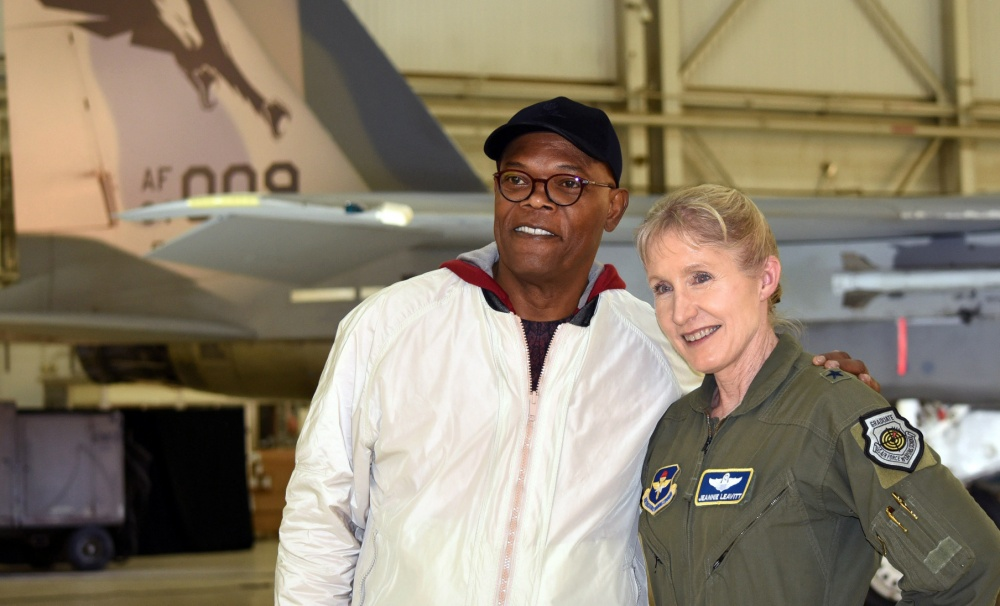
ساموئل ال. جکسون در کنار جینی لویت در پایگاه نیروی هوایی ادواردز؛ لویت به‌عنوان مشاور در تولید فیلم کاپیتان مارول مشارکت داشته‌است.

در میان نقش‌های اخیرش در فیلم‌های مختلف، جکسون در فیلم جنگوی زنجیرگسسته ساختهٔ کوئنتین تارانتینو، که در ۲۵ دسامبر ۲۰۱۲ منتشر شد، فیلم دیگری از تارانتینو با نام هشت نفرت‌انگیز که در ۲۵ دسامبر ۲۰۱۵ بر روی فیلم ۷۰ میلیمتری انتشار یافت، و کونگ: جزیره جمجمه، ساختهٔ جوردن ووت رابرتز، انتشار یافته در ۱۰ مارس ۲۰۱۷ حاضر شد. جکسون در سال ۲۰۱۹ و در فیلم شیشه، برای باری دیگر در نقش آقای گلس، که پیش از آن نیز این نقش را در فیلم آسیب‌ناپذیر اجرا کرده‌بود، ظاهر شد، و پس از آن نیز در فیلم فروشگاه تک‌شاخ ساختهٔ بری لارسون، با او به همکاری پرداخت. جکسون در فیلم مارولی مرد عنکبوتی: دور از خانه نیز ایفای نقش کرده‌است. فیلم دیگری که در سال ۲۰۱۹ با بازیگری جکسون منتشر شد، فیلم شفت است. جکسون در این فیلم نیز مانند فیلم پیشین منتشر شده در سال ۲۰۰۰، نقش جان شفت ۲ را بازی می‌کند، اما این‌بار جسی تی. آشر نیز در نقش جی‌جی یا جان شفت جونیور، پسر جان شفت، در این فیلم حضور دارد. شفت سومین فیلمی بوده که پس از شفت (۱۹۷۱) و شفت (۲۰۰۰) با این عنوان منتشر می‌شود و همچنین پنجمین فیلم از سری فرانشیز شفت است.

### فیلم‌های آینده
جکسون در سال ۲۰۱۹ در کنار آنتونی مکی در فیلم بانکدار، که روایت‌گر یک داستان واقعی است، نقش جو موریس را بازی کرده‌است که یک بانکدار سیاه‌پوست آمریکایی در دههٔ ۱۹۶۰ بود. این فیلم که در ژوئیه ۲۰۱۹ جهت اکران سینمایی و پخش در سرویس جدید پخش آنلاین اپل تی‌وی پلاس توسط شرکت اپل خریداری شده‌بود، در ابتدا قرار بود در ۲۱ نوامبر ۲۰۱۹ در جشنوارهٔ ای‌اف‌آی به نمایش درآمده، و سپس در ۶ دسامبر در سینماها و در نهایت از طریق سرویس اپل تی‌وی پلاس اکران شود. با این حال در نوامبر ۲۰۱۹ و پس از اینکه یکی از اعضای خانوادهٔ برنارد گرت جونیور، یکی از شخصیت‌های اصلی فیلم اعلام کرد که در این فیلم «ادعاهای دردسرسازی» برای خانواده‌اش مطرح شده، پخش این فیلم در جشنوارهٔ ای‌اف‌آی و اکران سینمایی آن موقتاً از سوی شرکت اپل لغو شد.
او که پیش از این در سال ۲۰۱۷ در فیلم محافظ مزدور در نقش داریوس کینساید ظاهر شده‌بود، در سال ۲۰۱۹ نیز در دنبالهٔ این فیلم با نام محافظ همسر مزدور همان نقش را بازی کرده‌است. او در فیلم آخرین مقیاس کامل، نیز در کنار سباستین استن به ایفای نقش پرداخته‌است. این فیلم که فیلم‌برداری آن در سال ۲۰۱۷ انجام گرفته، در ۱۷ ژانویه ۲۰۲۰ اکران خواهد شد.
جکسون در مهٔ ۲۰۲۰ در عنوان جدیدی از مجموعه فیلم‌های اره به کارگردانی کریس راک ظاهر خواهد شد. علاوه بر این او با اجرای نقش جرج کلینتون در فیلم طلای چرخان، و در کنار مایکل کیتون و مگی کیو در فیلم مهره به کارگردانی مارتین کمپل نیز حضور خواهد داشت.

### تلویزیون و سایر نقش‌ها
علاوه بر فیلم، جکسون در چندین برنامهٔ تلویزیونی، یک بازی ویدئویی، نماهنگ‌های مختلف و در چندین کتاب صوتی حضور داشته‌است. او همزمان با فیلمبرداری فیلم کار درست را بکن، در بخش کوچکی از یک نماهنگ که برای قطعهٔ ۹۱۱ یک شوخی است از پابلیک انمی ساخته می‌شد، ایفای نقش کرد. جکسون صداپیشگی شخصیت‌های مختلفی را در چندین مجموعهٔ تلویزیونی بر عهده داشته‌است. صدای او برای شخصیت اصلی مجموعه انیمهٔ افرو سامورایی استفاده شد. او در چندین قسمت از مجموعه تلویزیونی خلافکارها نیز به عنوان صداپیشهٔ شخصیت جین رامی حضور داشت. جکسون در کمدی موقعیت سیاهی‌لشکر، محصول شبکه‌های بی‌بی‌سی و اچ‌بی‌او نیز در نقش خودش حاضر شد. او صداپیشگی شخصیت فرانک تنپنی، ضدقهرمان اصلی در بازی ویدئویی اتومبیل‌دزدی بزرگ: سن آندریاس را بر عهده داشته‌است. جکسون در بسیاری از برنامه‌های اهدای جوایز نیز نقش میزبان برنامه را اجرا نموده‌است. این برنامه‌ها شامل جایزه سینمایی ام‌تی‌وی ۱۹۹۸، جایزه اسپی (۱۹۹۹، ۲۰۰۱، ۲۰۰۲ و ۲۰۰۹)، و جایزه بازی‌های ویدئویی اسپایک (۲۰۰۵، ۲۰۰۶، ۲۰۰۷ و ۲۰۱۲) می‌شوند. در ماه نوامبر ۲۰۰۶، صدای جکسون به عنوان صدای خدا در نسخهٔ صوتی عهد جدید از انجیل با نام تجربه انجیل مورد استفاده قرار گرفت. به دلیل اینکه تهیه‌کنندگان این کتاب صوتی معتقد بودند که صدای عمیق و مقتدر او بهترین گزینه برای نقش اصلی است، او را به عنوان صداپیشهٔ این نقش برگزیدند. او همچنین کتاب صوتی بگیر بخواب لعنتی را برای وبگاه اودیبل‌دات‌کام ضبط نموده‌است. در فصل ۲۰۱۰ مسابقات فوتبال آمریکایی، جکسون در ویدئوی تبلیغاتی تیم آتلانتا فالکونز با نام «برخاست» نقش کشیش سلطان را بازی کرد.
جکسون در مجموعه تلویزیونی مأموران شیلد در سال ۲۰۱۳، و پس از آن در قسمت پایانی فصل این مجموعه، دوباره در قالب شخصیت نیک فیوری به صورت تک‌جلوه ظاهر شد.
وی در ویدئوهای تبلیغاتی هلدینگ کپیتال وان با موضوع بازپرداخت نقدی کارت‌های اعتباری نیز حضور داشته‌است. جکسون با همکاری کریس-وان، استیکی فینگاز، مد لاین و طالب کویلی ترانه‌ای را با موضوع عدالت اجتماعی و خشونت در آمریکا منتشر کردند. عنوان این ترانه «من نمی‌توانم نفس بکشم» بود که در واقع آخرین جمله‌ای بود که اریک گارنر پیش از مرگ خود بر زبان آورده‌بود. او در سال ۲۰۲۰ در مجموعهٔ مستند تلویزیونی به بردگی گرفتن ظاهر شد.
جکسون بار دیگر نقش نیک فیوری را در مجموعهٔ رو به پخش تهاجم مخفی از شبکهٔ استریمینگ دیزنی پلاس ایفا خواهد کرد.

## جوایز و نامزدی‌ها
جکسون در دوران فعالیت خود تنها یک بار در سال ۱۹۹۵ برای بازی در فیلم داستان عامه‌پسند نامزد جایزهٔ اسکار بهترین بازیگر نقش مکمل مرد شده‌است، اما تاکنون موفق به کسب جایزهٔ اسکار نشده‌است. او در مصاحبه‌ای گفته‌است که برای موفق بودنش نیازی به کسب جایزهٔ اسکار ندارد. با این حال او برای بازی در این فیلم در سال ۱۹۹۵ برندهٔ جایزه بفتای بهترین بازیگر نقش مکمل مرد شده‌است، و در همان سال جایزه ایندیپندنت اسپیریت برای بهترین بازیگر نقش اول مرد را نیز برای بازی در داستان عامه‌پسند کسب کرده‌است. در کنار این جوایز و نامزدی‌ها، جکسون در سال ۲۰۰۴ برای صداپیشگی شخصیت فرانک تنپنی در بازی اتومبیل‌دزدی بزرگ: سن آندریاس برندهٔ جایزهٔ اسپایک برای بهترین اجرا توسط یک مرد شد. او در تمام دوران فعالیت خود در مجموع موفق به دریافت یک جایزهٔ بفتا، یک جایزهٔ بلک ریل، دو جایزهٔ ایندیپندنت اسپیریت، یک جایزهٔ ام‌تی‌وی و چهار جایزهٔ ایمیج شده و از سوی انجمن‌های منتقدان و در سایر جشنواره‌ها نیز مجموعاً ۱۰ جایزه دریافت کرده‌است. علاوه بر این، او شش بار نامزد دریافت جایزهٔ ایمیج، و چهار بار نیز نامزد دریافت جایزهٔ گلدن گلوب بوده‌است.
در ۱۶ ژوئن ۲۰۰۰، یک سنگ ستاره‌ای با نام ساموئل ال. جکسون در پیاده‌روی مشاهیر هالیوود نصب شد.
همچنین اُسکار افتخاری سال ۲۰۲۲ به پاس یک عمر فعالیت هنری به جکسون اهدا شد.

## عملکرد در گیشه
در دههٔ ۱۹۹۰ میلادی، شرکت ای.سی. نیلسن ئی.سی. آی، که یک شرکت فعال در زمینهٔ بررسی فروش و درآمد فیلم‌ها و بازیگران است، اعلام کرد که جکسون را بیش از هر بازیگر دیگری در آمریکا فیلم بازی کرده و از این راه، در داخل ایالات متحده، ۱٫۷ میلیارد دلار درآمد داشته‌است.
فیلم‌هایی که نقش اصلی آنها را جکسون بازی کرده، تا ماه ژوئیه ۲۰۱۹، در مجموع ۵٫۳۳ میلیارد دلار در آمریکای شمالی فروش داشته‌است. او در جدول رده‌بندی پرفروش‌ترین بازیگران آمریکای شمالی در وبگاه نامبرز، پس از رابرت داونی جونیور در جایگاه دوم قرار گرفته‌است. تا همین زمان، فیلم‌هایی که جکسون به عنوان بازیگر نقش مکمل در آن‌ها ظاهر شده‌است نیز در مجموع ۳٫۷۸ میلیارد دلار در گیشه فروخته شده‌است. در نسخهٔ سال ۲۰۰۹ از کتاب رکوردهای جهانی گینس، که فرمول متفاوتی را برای محاسبهٔ فروش فیلم‌ها بکار می‌برد، اعلام شد که جکسون، با درآمد ۷٫۴۲ میلیارد دلار در ۶۸ فیلم، پردرآمدترین هنرپیشه در سطح جهان است.

## زندگی شخصی

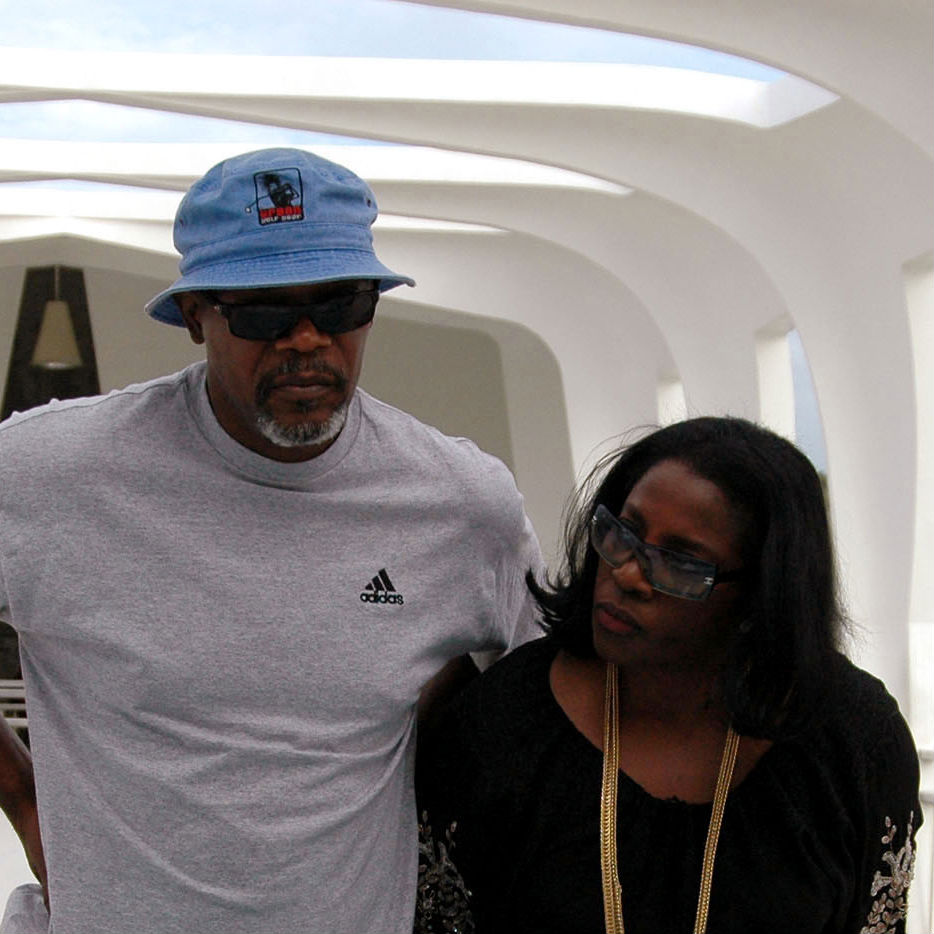
جکسون به همراه همسرش لاتانیا ریچاردسون در سال ۲۰۰۵

در سال ۱۹۸۰، جکسون با لاتانیا ریچاردسون، بازیگر و تهیه‌کنندهٔ شبکهٔ ورزشی، ازدواج کرد. او ریچاردسون را در زمان تحصیل در کالج مورهاوس ملاقات کرده‌بود. این زوج یک فرزند دختر به نام زوئی (زادهٔ ۱۹۸۲) دارند. آن‌ها در سال ۲۰۰۹ سازمان خیریهٔ خود را برای کمک به پشتیبانی از حق تحصیل تأسیس کردند. جکسون گفته‌است که برای تماشای هر یک از فیلم‌های خودش، به همراه مشتریان عادی به سینما می‌رود و عنوان کرده‌است که: «حتی در سال‌هایی که در تئاتر فعالیت می‌کردم، آرزو داشتم که بتوانم نمایش‌هایی که خودم در آن‌ها حضور دارم را تماشا کنم – وقتی خودم در آن‌ها بودم! من دوست دارم خودم را در حال کار کردن ببینم.». او همچنین از جمع‌آوری عروسک شخصیت‌هایی که نقش آن‌ها را در فیلم‌هایش اجرا کرده‌است، لذت می‌برد. از جملهٔ این شخصیت‌ها می‌توان به جولز وینفیلد، شفت، میس ویندو و فروزون اشاره کرد.

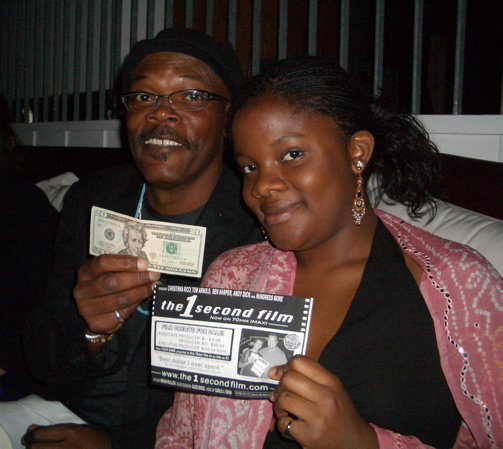
جکسون و دخترش زوئی در سال ۲۰۰۴

جکسون طاس است، اما استفاده از کلاه‌گیس در فیلم‌هایش برایش لذت‌بخش است. او در مورد تصمیمش مبنی بر تراشیدن موی سر خود گفته‌است: «من همیشه در فهرست‌های «طاسی زیبا است» حضور دارم. خوشایند است. زمانی که من شروع به از دست دادن موهایم کردم، مصادف با دورانی بود که همه مقدار زیادی مو داشتند. ناگهان من متوجه این سوراخ بزرگ در وسط موهای مدل افروی خودم شدم، نمی‌توانستم تارهای موی رد شده از وسط طاسی سرم را تحمل کنم، پس باید به سرعت در مورد مدل موی مناسب خودم تصمیم می‌گرفتم». اولین نقش طاس او در فیلم اعتیاد به سفید بزرگ بود. او معمولاً مدل موی شخصیت‌هایی که نقش آن‌ها را اجرا می‌کند را خودش انتخاب می‌کند.
جکسون در قراردادهایی که برای بازی در فیلم‌ها منعقد می‌کند، شرطی را در نظر می‌گیرد که بتواند در طول زمان فیلمبرداری به بازی گلف بپردازد. او در مسابقهٔ گلف خیریهٔ خصوصی گری پلیر بازی کرد تا به او در جمع‌آوری پول برای کودکان در آفریقای جنوبی کمک کند. جکسون یک طرفدار شدید ورزش بسکتبال، و پشتیبان تیم‌های تورنتو رپترز و هارلم گلوبتراترز است. او از زمان حضور در فیلم ایالت پنجاه و یکم از باشگاه فوتبال لیورپول پشتیبانی می‌کند. او همچنین پشتیبان باشگاه فوتبال ایرلندی بوهمیان است.
جکسون در انتخابات مقدماتی حزب دموکرات در انتخابات سال ۲۰۰۸ آمریکا، کمپینی را برای حمایت از باراک اوباما در تکسارکنا، تگزاس به راه انداخت. او گفت: «باراک اوباما تجلی تمام چیزهایی است که به من می‌گفتند وقتی بزرگ شدی می‌توانی باشی. من فرزند جداسازی نژادی هستم. وقتی بزرگ شدم و مردم به من گفتند که می‌توانی رئیس‌جمهور بشوی، می‌دانستم که این یک دروغ است. اما حالا ما یک نماینده داریم… رؤیای آمریکایی یک واقعیت است. هر کسی می‌تواند وقتی بزرگ شد، رئیس‌جمهور شود». جکسون همچنین گفت: «من به باراک رأی دادم چون سیاه‌پوست است. دلیل اینکه بقیه نیز به افراد دیگری رأی می‌دهند همین است – چون آن‌ها شبیه خودشان هستند». او نقش خود در فیلم جنگوی زنجیرگسسته را که یک بردهٔ خانگی تبه‌کار بود، با قاضی محافظه‌کار، کلارنس توماس مقایسه کرده و گفته‌است: «شفقت اخلاقی من با کلارنس توماس یکسان است».
در ژوئن ۲۰۱۳، جکسون کارزاری را به‌طور مشترک با پرایزیو جهت جمع‌آوری پول برای مبارزی با بیماری آلزایمر راه‌اندازی نمود. به عنوان بخشی از این کارزار، او چند تک‌گویی مختلف نوشته‌شده توسط هواداران، و یک صحنهٔ معروف از مجموعهٔ برکینگ بد محصول شبکهٔ ای‌ام‌سی را بازخوانی کرد. در اوت ۲۰۱۳، او با دلایل مربوط به سلامتی خود، با توضیح اینکه او «تنها تلاش دارد که تا ابد زنده بماند»، یک پرهیز غذایی گیاهی مطلق را آغاز کرد و پس از آن، کاهش وزن ۱۸ کیلوگرمی خود را به رژیم غذایی جدیدش نسبت داد. در مارس ۲۰۱۷، او این این رژیم غذایی را کنار گذاشت. جکسون کمپینی را با نام «یکی برای پسرها» راه‌اندازی نمود که به مردان در مورد سرطان بیضه آموزش می‌داد و آنان را به معاینهٔ خود تشویق می‌کرد.
مارتین اسکورسیزی در اواسط سال ۲۰۱۹ در مصاحبه‌ای گفته‌بود که «سعی کرده‌است» تا به تماشای فیلم‌های ابرقهرمانی دنیای سینمایی مارول بنشیند، اما معتقد است که «سینما اینگونه نیست». جکسون در پاسخ به این انتقاد اسکورسیزی در مصاحبه‌ای با ورایتی گفت که «مثل این است که بگویی باگز بانی خنده‌دار نیست، فیلم، فیلم است، آثار او هم مورد پسند همه نیست» و در ادامه نیز گفت «هرکس نظری دارد، پس به‌نظرم اشکالی ندارد. قرار نیست مانع کسی از ساختن فیلم بشوم».
در مارس ۲۰۱۹، جکسون در مصاحبه‌ای با مجلهٔ اسکوایر در مورد دونالد ترامپ گفته‌بود «این مادربه‌خطا گویا دارد سیاره را نابود می‌کند» و در پاسخ به این سؤال که نگرانی نسبت به مخالفت طرفدارانش دارد، پاسخ داد که «می‌دانم چند مادربه‌خطا از من متنفرند» و اضافه کرد که اهمیتی برای اینکه آن‌ها دیگر فیلم‌هایش را تماشا نکنند قائل نیست.

## برای مطالعهٔ بیشتر
- Dils, Tracey E. (1999). Samuel L. Jackson. Black Americans of Achievement. Philadelphia: Chelsea House Publications. ISBN 0-7910-5282-6. OCLC 41885637.
- Jordan, Pat (April 26, 2012). "How Samuel L. Jackson Became His Own Genre". The New York Times.